# Frank Mancuso Jr.
Frank G. Mancuso Jr. (Buffalo, 9 de outubro de 1958) é um produtor cinematográfico e televisivo norte-americano, reconhecido principalmente por sua associação com a franquia de filmes Friday the 13th.

## Vida e carreira
Nascido em Buffalo, Nova Iorque, Mancuso é filho de Frank Mancuso Sr., ex-presidente da Paramount Pictures. Produziu todas as sequências de Friday the 13th (1980) sob a distribuição da Paramount — do segundo ao oitavo filmes. Também foi um dos criadores da telessérie Friday the 13th - The Series, exibida entre 1987 e 1990 e sem relação com a franquia homônima. Posteriormente, produziu o longa-metragem Cool World, para o qual ele exigiu várias reescritas de roteiro durante a produção. Seus outros créditos de produção incluem Internal Affairs, a franquia derivada do filme Species, Hoodlum, Stigmata, Ronin, I Know Who Killed Me e Road to Paloma.

## Filmografia

### Cinema
| Ano  | Título                                           | Função                             | Ref.  |
| ---- | ------------------------------------------------ | ---------------------------------- | ----- |
| 1980 | Urban Cowboy                                     | Assistente de localização          | [ 5 ] |
| 1981 | Friday the 13th Part 2                           | Produtor associado                 | [ 6 ] |
| 1982 | Off the Wall                                     | Produtor                           | [ 6 ] |
| 1982 | Friday the 13th Part III                         | Produtor                           | [ 6 ] |
| 1983 | The Man Who Wasn't There                         | Produtor                           | [ 6 ] |
| 1984 | Friday the 13th: The Final Chapter               | Produtor, roteirista               | [ 7 ] |
| 1985 | Friday the 13th: A New Beginning                 | Produtor executivo                 | [ 6 ] |
| 1986 | Friday the 13th Part VI: Jason Lives             | Produtor executivo                 | [ 7 ] |
| 1986 | April Fool's Day                                 | Produtor                           | [ 6 ] |
| 1987 | Back to the Beach                                | Produtor                           | [ 8 ] |
| 1988 | Permanent Record                                 | Produtor                           | [ 8 ] |
| 1988 | Friday the 13th Part VII: The New Blood          | Produtor executivo (não creditado) | [ 5 ] |
| 1989 | Innocent Victim                                  | Coprodutor                         | [ 7 ] |
| 1989 | Friday the 13th Part VIII: Jason Takes Manhattan | Produtor executivo                 | [ 7 ] |
| 1990 | Internal Affairs                                 | Produtor                           | [ 2 ] |
| 1991 | He Said, She Said                                | Produtor                           | [ 6 ] |
| 1991 | Body Parts                                       | Produtor                           | [ 6 ] |
| 1992 | Cool World                                       | Produtor                           | [ 8 ] |
| 1995 | Species                                          | Produtor                           | [ 8 ] |
| 1996 | Fled                                             | Produtor                           | [ 8 ] |
| 1997 | Hoodlum                                          | Produtor                           | [ 8 ] |
| 1998 | Ronin                                            | Produtor                           | [ 8 ] |
| 1998 | Species II                                       | Produtor                           | [ 8 ] |
| 1999 | Stigmata                                         | Produtor                           | [ 8 ] |
| 2002 | New Best Friend                                  | Produtor                           | [ 8 ] |
| 2005 | Transylvania                                     | Produtor                           | [ 3 ] |
| 2005 | The Lost City                                    | Produtor executivo                 | [ 6 ] |
| 2006 | Crossover                                        | Produtor executivo                 | [ 6 ] |
| 2007 | I Know Who Killed Me                             | Produtor                           | [ 8 ] |
| 2008 | April Fool's Day                                 | Produtor                           | [ 2 ] |
| 2009 | Shorts                                           | Produtor                           | [ 9 ] |
| 2011 | Restless                                         | Produtor executivo                 | [ 7 ] |
| 2011 | 10 Years                                         | Produtor executivo                 | [ 2 ] |
| 2014 | Road to Paloma                                   | Produtor executivo                 | [ 2 ] |
| 2016 | Johnny Frank Garrett's Last Word                 | Produtor                           | [ 7 ] |

### Televisão
| Ano     | Título                       | Função                         | Notas            | Ref.        |
| ------- | ---------------------------- | ------------------------------ | ---------------- | ----------- |
| 1987-90 | Friday the 13th - The Series | Produtor executivo, roteirista | Telessérie       | [ 2 ] [ 5 ] |
| 1989−90 | War of the Worlds            | Produtor executivo             | Telessérie       | [ 2 ] [ 5 ] |
| 1996    | Limbic Region                | Produtor executivo             | Telefilme        | [ 2 ]       |
| 1998    | Escape                       | Produtor executivo             | Telefilme        | [ 2 ]       |
| 2005    | Species III                  | Produtor executivo             | Telefilme        | [ 2 ]       |
| 2008    | Species: The Awakening       | Produtor                       | Telefilme        | [ 2 ]       |
| 2011    | 9/11 and the American Dream  | Produtor                       | Teledocumentário | [ 9 ]       |

### Aparições
| Ano  | Título                              | Papel             | Notas                 | Ref.  |
| ---- | ----------------------------------- | ----------------- | --------------------- | ----- |
| 1988 | Ronin                               |                   | Longa-metragem        | [ 9 ] |
| 1990 | Internal Affairs                    | Policial de rádio | Longa-metragem        | [ 5 ] |
| 1999 | Divine Rites: The Story of Stigmata |                   | Especial de televisão | [ 5 ] |